# Route nationale 89 (Belgique)
Pour les articles homonymes, voir Route nationale 89.
La route nationale 89 est une route nationale de Belgique qui relie la frontière française, près de Bouillon, à Salmchâteau (Vielsalm). Celle-ci est prolongée après la frontière, par la route nationale 58 en direction de Sedan et de Charleville-Mézières. Elle découpe la province de Luxembourg, en son centre, en suivant un axe sud-ouest/nord-est.
La route porte le numéro européen de E46 entre la frontière française et la Barrière de Champlon. Ce tronçon est, depuis le début des années 70, entièrement constitué de deux chaussées de deux bandes chacune, parcourables en majorité à 120 km/h et la majorité de ses croisements sont dénivelés.

## Description du tracé

### Communes sur le parcours
- Région wallonne
  -  Province de Luxembourg
    - Bouillon
    - Paliseul
    - Bertrix
    - Libramont-Chevigny
    - Saint-Hubert
    - Tenneville
    - La Roche-en-Ardenne
    - Manhay
    - Vielsalm

### Dédoublements

#### N89a
La N89A longe la N89 au niveau du village de Bras-Haut. Elle démarre à la sortie "Bras", première sortie après Libramont direction Saint-Hubert, traverse Bras-Haut sous le nom de "Rue de Mochamps" et se termine à la sortie "Bras/Hatrival", la sortie suivante. Cette route est presque totalement rectiligne mis à part un virage à l'entrée du village.

## Statistiques de fréquentation
| BK   | Début                                                                                    | Fin                                 | Trafic moyen journalier (6h–22h, en milliers), | Trafic moyen journalier (6h–22h, en milliers), | Trafic moyen journalier (6h–22h, en milliers), | Trafic moyen journalier (6h–22h, en milliers), | Trafic moyen journalier (6h–22h, en milliers), | Trafic moyen journalier (6h–22h, en milliers), | Trafic moyen journalier (6h–22h, en milliers), |
| BK   | Début                                                                                    | Fin                                 | 1985                                           | 1990                                           | 1995                                           | 2000                                           | 2005                                           | 2010                                           | 2015                                           |
| ---- | ---------------------------------------------------------------------------------------- | ----------------------------------- | ---------------------------------------------- | ---------------------------------------------- | ---------------------------------------------- | ---------------------------------------------- | ---------------------------------------------- | ---------------------------------------------- | ---------------------------------------------- |
| 0,1  | Frontière française                                                                      | Bouillon (Beaubru)                  | 0,9                                            | 1,2                                            | 2,1                                            | 4,1                                            | 5,1                                            | –                                              | –                                              |
| 8,8  | Bouillon (Noirefontaine)                                                                 | Bouillon (Menuchenet)               | 3,2                                            | 4,1                                            | 5,8                                            | 6,9                                            | 8,2                                            | 8,9                                            | –                                              |
| 16,6 | Paliseul (Fays-les-Veneurs)                                                              | Paliseul (Fays-les-Veneurs)         | 2,0                                            | 3,0                                            | 5,2                                            | 6,5                                            | 6,0                                            | –                                              | –                                              |
| 26,0 | Bertrix                                                                                  | – 25 Libramont-Chevigny             | 4,5                                            | 5,5                                            | 9,7                                            | 10,9                                           | 11,5                                           | –                                              | –                                              |
| 32,1 | – 25 Libramont-Chevigny                                                                  | Libramont-Chevigny (Recogne)        | 5,0                                            | 6,1                                            | 8,5                                            | 8,2                                            | 8,9                                            | 11,6                                           | –                                              |
| 32,8 | Libramont-Chevigny (Recogne)                                                             | Libramont-Chevigny N89c             | 2,8                                            | 4,3                                            | 4,9                                            | 5,8                                            | 6,7                                            | 6,0                                            | –                                              |
| 41,3 | Libramont-Chevigny (croisement de la route de Bras-Bas et de la route de Bras-Haut) N89a | Libramont-Chevigny (Bras-Haut) N89a | 3,5                                            | 4,1                                            | 4,5                                            | 5,4                                            | 7,0                                            | –                                              | –                                              |
| 57,0 | Saint-Hubert                                                                             | Tenneville (Barrière de Champlon)   | 3,2                                            | 3,2                                            | 3,6                                            | 3,9                                            | 4,3                                            | 3,9                                            | –                                              |
| 58,2 | Tenneville (Barrière de Champlon)                                                        | La Roche-en-Ardenne (Halleux)       | 1,4                                            | 2,3                                            | 3,0                                            | 2,0                                            | 2,4                                            | –                                              | –                                              |
| 86,6 | La Roche-en-Ardenne (Samrée)                                                             | – 50 Baraque de Fraiture            | 1,5                                            | 2,6                                            | 1,9                                            | 2,8                                            | 3,0                                            | –                                              | –                                              |
| 87,3 | – 50 Baraque de Fraiture                                                                 | Vielsalm (Baraque de Fraiture)      | 2,4                                            | 3,7                                            | 4,0                                            | 4,4                                            | 4,5                                            | 4,5                                            | –                                              |
| 87,5 | Vielsalm (Baraque de Fraiture)                                                           | Vielsalm (Joubiéval) N645           | 2,2                                            | 3,3                                            | 3,8                                            | 4,0                                            | 4,0                                            | 3,9                                            | –                                              |